# Cueva de Palomas I
Die Cueva de Palomas I (deutsch Taubenhöhle) ist eine Höhle mit Felsmalereien in Tarifa in der Provinz Cádiz in Spanien. Sie gehört zur Gruppe von Höhlen mit Felsmalereien der südlichen Kunst (spanisch Arte Sureño).
Die Höhle wurde 1929 von Henri Breuil (1877–1961) entdeckt und in seiner Arbeit über Felsmalereien in Südandalusien veröffentlicht. Darin beschreibt er eine neolithische und kupferzeitliche Gruppe, die später von mehreren Autoren eingehend untersucht wurde. Sie befindet sich etwa 250 Meter über dem Meeresspiegel in der Sierra del Pedregoso neben den drei Höhlen Cueva de Palomas II, III und IV, die sich auf demselben Felskamm befinden.
Palomas I hat zwei Eingänge, einer liegt zehn Meter über dem anderen. Der erste ist nach Südosten offen und hat einen Durchmesser von etwa 13,0 Metern, während der untere zur gegenüberliegenden Seite hin öffnet und etwa 6,0 Meter breit ist. In der Höhle befinden sich an der Ostwand eine Fläche mit Gemälden von 4,6 Metern Länge, die größte in der Region bekannte, sowie einzelne Bilder und ein zoomorphe Darstellung im Westen. Im Hauptbild gibt es zahlreiche anthropomorphe und zoomorphe Darstellungen, die als Jagdszenen und Viehhaltung interpretiert wurden. Die Bilder sind aus verschiedenen Epochen und schematisch und halbschematisch. An der Ostwand befinden sich mehrere schematische Bilder, die eine Herde mit einem Hirten darstellen.
Mit diesen Zeichen erscheint eine Darstellung des Umrisses eines sehr schwachen braunen Pferdekopfes, der aufgrund seines Stils unter Vorbehalt an eine paläolithische Darstellung denken lässt. Wenn dies zutrifft, wäre dies das einzige Beispiel für frankokantabrische Höhlenkunst in der Region.
In der Nähe liegt die Cueva del Moro.